# East Anstey
East Anstey – wieś w Anglii, w hrabstwie Devon, w dystrykcie North Devon.